# 376 v.Chr.
Het jaar 376 v.Chr. is een jaartal volgens de christelijke jaartelling. 

## Gebeurtenissen

### Griekenland
- De Atheense admiraal Chabrias verslaat de Spartaanse vloot in de slag bij Naxos.
- Naxos en Paros treden toe tot de Tweede Delisch-Attische Zeebond.
- De Thracische stad Abdera wordt geplunderd door de Triballoi.
- Euagoras I van Salamis sluit een vredesverdrag met Perzië.

### Italië
- Lucius Aemilius, Publius Valerius, Caius Veturius Servius Sulpicius, Lucius en Gaius Quintius Cincinnatus zijn de consulaire tribunen in Rome.

## Geboren
- Olympias, vrouw van koning Philippus II van Macedonië en moeder van Alexander de Grote

## Overleden
- Gorgias (~487 v.Chr. - ~376 v.Chr.), Grieks redenaar en filosoof
- Zhou An Wang, Chinese koning van de Zhou-dynastie